# Lepocreadium manteri
Lepocreadium manteri är en plattmaskart. Lepocreadium manteri ingår i släktet Lepocreadium och familjen Lepocreadiidae. Inga underarter finns listade i Catalogue of Life.